# LaTeXila
LaTeXila — редактор для роботи з документамиTeX/LaTeX, що працює під системою Linux зі встановленою бібліотекою GTK+.

## Можливості
LaTeXila має багато можливостей, потрібних при редагуванні коду TeX/LaTeX, таких як:
- налаштовувані кнопки для побудови, перегляду і конвертування документів;
- автозавершення команд (La)TeX;
- графічні списки символів для спрощеного вставляння;
- шаблони для створення нових докментів;
- керування проектами;
- підсумок структури документа;
- перевірка правопису;
- пошук вперед і назад для перемикання між джерелом і PDF.

Звичайно, програма має й можливості, доступні в інших редаторах:
- розділення екрана (доступне в TeXShop, Vim-LaTeX (LaTeX-suite) [Архівовано 29 вересня 2015 у Wayback Machine.], TeXmacs, ...)
- порівняння (доступне в WinEdt, Vim-LaTeX (LaTeX-suite) [Архівовано 29 вересня 2015 у Wayback Machine.], TeXmacs, ...).
- інтеграція BibTeX (доступна в Kile, ...)

## Зовнішні посилання
- https://wiki.gnome.org/Apps/LaTeXila [Архівовано 5 вересня 2015 у Wayback Machine.]